# Гэнроин

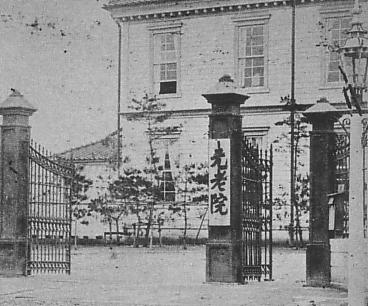
Здание

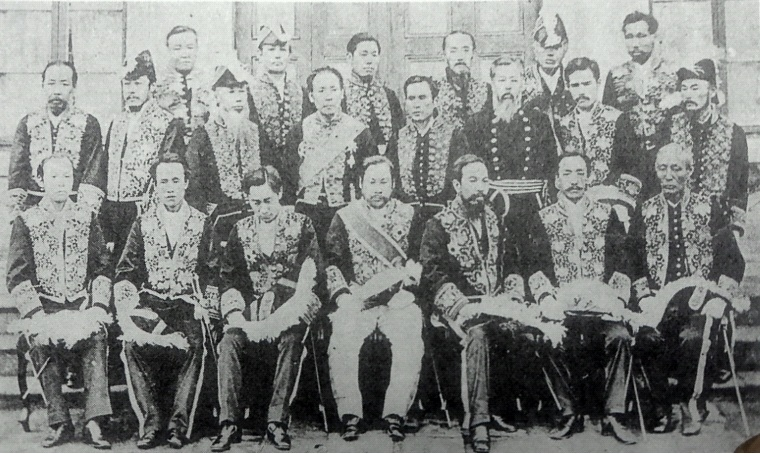
Члены «палаты старейшин», 1879 год

Гэнроин (яп. 元老院,げんろういん) (букв. «Сенат», «Палата старейшин») — высший законодательный орган Японии в 1875—1890 годах.

## Общие сведения
Сенат Японии был основан 14 апреля 1875 года вместе с Верховным Судом по решению Осакского съезда. Сенат наследовал обязанности левой палаты Большого государственного совета. К его основным полномочиям относилось принятие новых и правка старых законов коллегиальным путём. Законопроекты на рассмотрение Сената подавало японское правительство, а с 1885 года — Кабинет Министров. Эти законопроекты часто принимались поспешно или вообще постфактум, после их провозглашения законом органами исполнительной власти. Поэтому роль Сената как законодательного института была слабой. В частности, из 287 законопроектов, рассмотренных сенаторами в течение 1875—1881 годов, 193 были приняты постфактум.
В 1876—1880 годах Сенат занимался разработкой проекта конституции Японии. Он трижды подавал свой проект с поправками на рассмотрение правительства, но руководители государства его отклоняли.
Среди секретарей раннего Сената было немало молодых амбициозных политиков, которые впоследствии участвовали в антиправительственном движении за свободу и народные права, — Ои Кентаро, Накаэ Тэмин, Нума Морикадзу, Симада Сабуро и другие. Кроме этого, среди сенаторов работала группа во главе с Сасаки Такаюки, которые требовали усиления прав законодательного органа и часто конфликтовали на этой почве с представителями правительства.
Сенат был распущен 20 октября 1890 года в связи с открытием парламента Японии. За весь период своей деятельности он разработал 759 законопроектов. Кроме этого, Гэнроин занимался рассмотрением общественных прошений и петиций.